# 한백초등학교
한백초등학교는 대한민국 경기도 화성시에 있는 공립 초등학교이다.

## 학교 연혁
- 2014.12.31 한백초등학교 설립 인가
- 2015.03.01 한백초등학교 7학급 개교
- 2015.03.01 한백초등학교 병설유치원 3학급 설립
- 2015.03.01 초대 장원근 교장 취임
- 2015.03.01 화성시 창의지성교육 모델학교
- 2016.02.17 1회 졸업식
- 2016.03.01 17학급 편성 (특수학급 1학급, 유치원 3학급)
- 2016.03.01 화성시 창의지성교육 운영학교
- 2017.02.10 2회 졸업식
- 2017.03.01 35학급 편성 (특수학급 1학급, 유치원 3학급)
- 2017.09.11 40학급 편성
- 2018.02.09 3회 졸업식
- 2018.03.01 46학급 편성 (특수학급 1학급, 유치원 3학급)
- 2019.01.04 4회 졸업식
- 2019.03.01 43학급 편성 (특수학급 1학급, 유치원 3학급)
- 2019.03.01 2대 윤채연 교장 부임
- 2020.01.08 5회 졸업식
- 2020.03.09 39학급 편성 (특수학급 1학급, 유치원 3학급)
- 2021.01.08 6회 졸업식
- 2021.03.01 41학급 편성 (특수학급 1학급, 유치원 3학급)
- 2022.01.07 7회 졸업식
- 2022.03.01 43학급 편성 (특수학급 1학급, 유치원 3학급)
- 2023.01.06 8회 졸업식
- 2023.03.01 3대 문현자 교장 부임
- 2023.03.01 42학급 편성 (특수학급 1학급, 유치원 3학급)
- 2024.01.04 9회 졸업식
- 2024.03.01 44학급 편성 (특수학급 1학급, 유치원 3학급)

## 학교 상징
- 교화 - 개나리 : 생명력이 대단히 강한 식물, 희망의 상징인 개나리처럼 미래를 개척하고 강한 사람이 되기를 희망하는 마음
- 교목 - 은행나무 : 외관이 아름답고 공해와 병충해에 강한 은행나무처럼 내면적인 강함과 외면적인 자신감을 갖기를 희망하는 마음